# The Suicide Machines (album)
The Suicide Machines is het derde studioalbum van de gelijknamige Amerikaanse punkband The Suicide Machines. Het album werd uitgegeven op 15 februari 2000 via het platenlabel Hollywood Records op cd en als cassette. Met dit album veranderde de band van stijl, die wegtrok van het oorspronkelijke skapunkgeluid en nu meer naar de poppunk en de klassieke punkrock neigde.
Voor het album zijn twee bijhorende singles uitgegeven: "Sometimes I Don't Mind" (1999) en "Permanent Holiday" (2000). De eerstgenoemde single bereikte de 22ste plek in de Alternative Songs-hitlijst van Billboard. Ook werd voor "Sometimes I Don't Mind" een videoclip gemaakt. Het album zelf bereikte de 188ste plaats in de Billboard 200-hitlijst.
The Suicide Machines is het eerste album waar drummer Ryan Vandeberghe aan heeft meegewerkt. Vandeberghe verving voormalige drummer Derek Grant, die de band verliet na de uitgave van Battle Hymns (1998).

## Nummers
Het nummer "I Never Promised You a Rose Garden" is een cover van de Amerikaanse countrymuzikant Joe South en was oorspronkelijk door de band opgenomen voor de soundtrack van de punkfilm SLC Punk! (1999). Het nummer "I Hate Everything" werd later onder de titel "Hate Everything" uitgegeven op de single "Battle Hymns", die in 2013 werd uitgegeven bij de heruitgave van het voorgaande album Battle Hymns.
1. "Sometimes I Don't Mind" - 3:14
2. "Permanent Holiday" - 2:07
3. "The Fade Away" - 3:09
4. "Too Many Words" - 2:17
5. "No Sale" - 2:24
6. "Green" - 2:08
7. "Extraordinary" - 2:45
8. "I Hate Everything" - 2:37
9. "All Out" - 1:53
10. "Perfect Day" - 2:09
11. "Sincerity" - 2:39
12. "Reasons" - 1:12
13. "Goodbye for Now" - 2:27
14. "I Never Promised You a Rose Garden" (cover van Joe South) - 2:42

## Muzikanten
Band
- Jason Navarro - zang
- Dan Lukacinsky - gitaar, achtergrondzang
- Royce Nunley - basgitaar, achtergrondzang
- Ryan Vandeberghe - drums

Aanvullende muzikanten
- Ice-T - achtergrondzang ("I Hate Everything")
- Patrick Warren - harmonium ("Extraordinary")
- Bennett Salvay - orgel